# دولوريس (أليكانتي)
بلدية دولوريس (بالإسبانية: Dolores)‏, هي بلدية تقع في مقاطعة اليكانتي. جنوب شرق إسبانيا. يبلغ عدد سكانها 7.095 نسمة.

## وصلات خارجية
- (بالإسبانية)